# Wolfgang Hahn (Mathematiker)

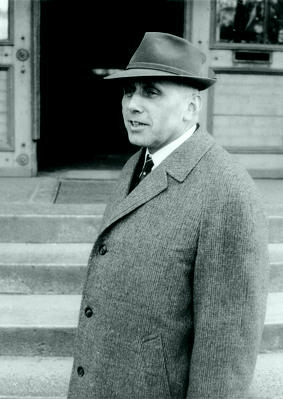
Wolfgang Hahn, 1967

Wolfgang Hahn (* 30. April 1911 in Potsdam; † 10. Januar 1998 in Kassel) war ein deutscher Mathematiker und Hochschullehrer an der Technischen Hochschule Graz.

## Leben
Wolfgang Hahn studierte ab 1928 Mathematik an den Universitäten in Berlin und Göttingen. 1933 promovierte er bei Issai Schur zum Thema Die Nullstellen der Laguerreschen und Hermiteschen Polynome. Danach war er im Schuldienst, bis er 1940 zur Wehrmacht eingezogen wurde. Er geriet in Kriegsgefangenschaft und kehrte erst 1946 nach Berlin zurück. Während er als Industriearbeiter beschäftigt war, habilitierte er sich 1950 an der Universität Berlin und erhielt 1952 eine Dozentur an der TH Braunschweig, wo er mit Unterbrechungen bis 1963 tätig war. Von 1959 bis 1961 ließ er sich beurlauben, um am Indian Institute of Technology Madras ein Department of Applied Mathematics aufzubauen. Zwischen 1962 und 1964 war er an verschiedenen amerikanischen Universitäten tätig und erhielt eine Stelle als wissenschaftlicher Rat an der Universität Bonn. Am 1. Oktober 1964 übernahm der den Lehrstuhl für Mathematik II an der Technischen Hochschule Graz, wo er bis zu seiner Emeritierung 1981 blieb. Von 1967 bis 1969 war er Dekan der Naturwissenschaftlichen Fakultät, 1969/70 Rektor und danach bis 1972 Prorektor.
Nach dem Tod seiner Frau 1982 lebte er noch bis 1997 in Graz und übersiedelte dann zu seinen Kindern nach Kassel, wo er Anfang Januar 1998 infolge einer Tumoroperation starb.

## Forschung
Er arbeitete über spezielle Funktionen und insbesondere orthogonale Polynome. Die Hahn-Polynome sind nach ihm benannt.

## Auszeichnungen
- Ehrenmitglied der Österreichischen Mathematischen Gesellschaft.

## Schriften (Auswahl)
- mit Hilmar Bothe: Rechnen. Algebra. Geometrie. Teilausgabe von: Eberhard von Hanxleden: Lehrbuch der Mathematik für Real- und Mittelschulen. Vieweg, Braunschweig 1953.
- Theorie und Anwendung der direkten Methode von Ljapunov. Springer, Berlin, Göttingen, Heidelberg 1959.
- mit Lev Pontrjagin, Rudolf Herschel: Mathematische Theorie optimaler Prozesse. Oldenbourg, München, Wien 1964.
- mit Kurt Hoffmann: Mathe Physik Formelsammlung einschließlich Periodensystem der chemischen Elemente. Buchner, Bamberg 2002, ISBN 3-7661-6004-4.
- Bewegungsstabilität bei Systemen mit endlich vielen Freiheitsgraden, in Robert Sauer, Istvan Szabo Die Mathematischen Hilfsmittel des Ingenieurs, Springer Verlag, Band 4, 1970
- Stability of Motion, Die Grundlehren der mathematischen Wissenschaften in Einzeldarstellungen Bd. 138 (Orig.engl.), Springer, Heidelberg 1967